# Kilmainham Gaol

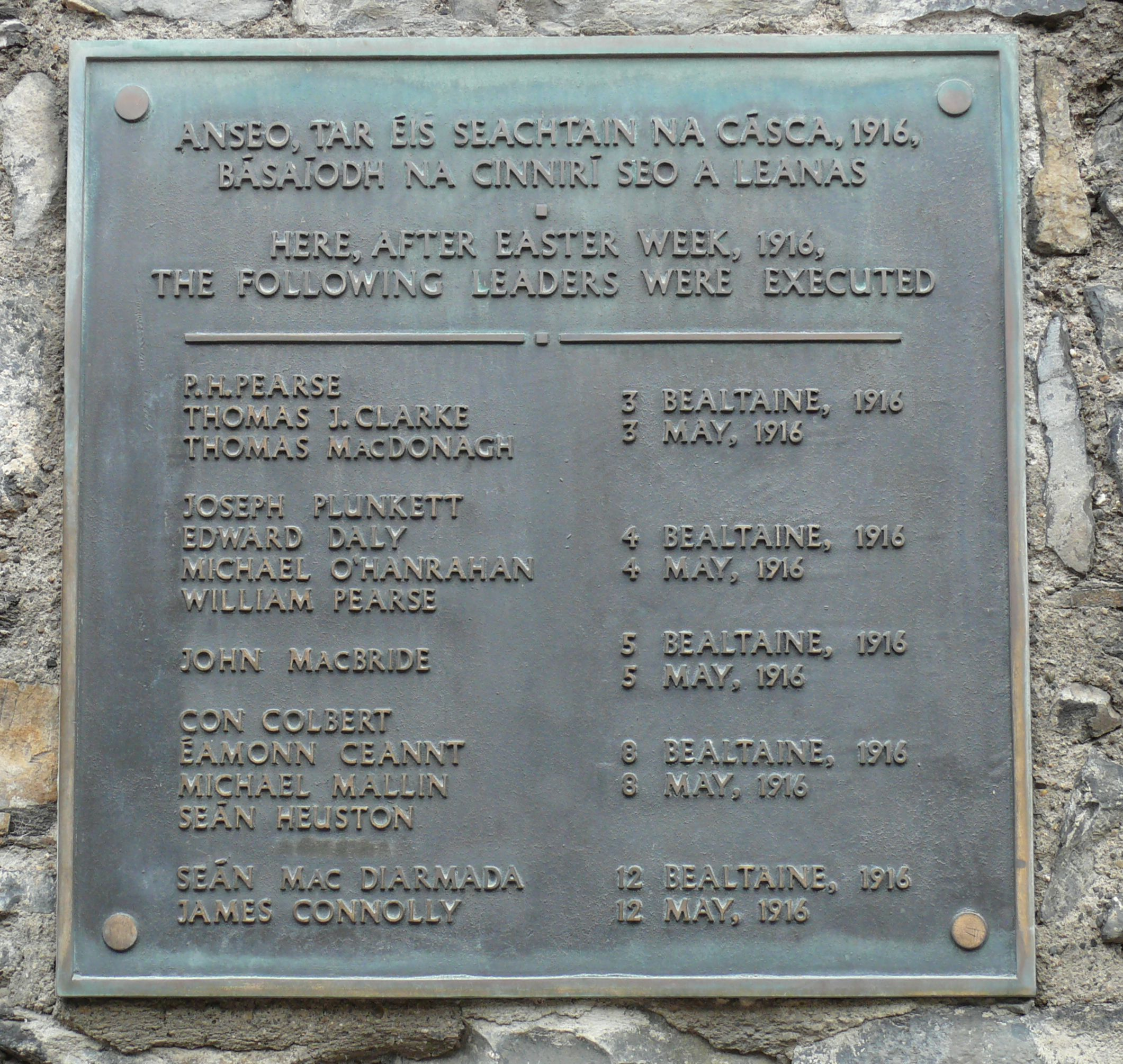
Tablica upamiętniająca przywódców powstania wielkanocnego, na których wykonano wyrok śmierci

Kilmainham Gaol (irl. Príosún Chill Mhaighneann) – byłe brytyjskie więzienie w Dublinie w dzielnicy Kilmainham, zbudowane w 1796 roku.

## Historia
Projekt budynku przygotował architekt John Trail. Budowę rozpoczęto w 1786 roku, a oddano do użytku w 1796 roku. Początkowo, tak jak większość osiemnastowiecznych więzień, było to więzienie nieuporządkowane. Mężczyźni, kobiety i dzieci trzymani byli razem w złych warunkach. Wzniesiony z szarego kamienia budynek od razu zyskał złą sławę. Najbardziej znaną częścią jest skrzydło wiktoriańskie. W swoim czasie, uznane za wzór budowli więziennych, było często odwiedzane. W latach wielkiego głodu wywołanego zarazą ziemniaczaną w więzieniu przebywali Irlandczycy, którzy dopuścili się z powodu braku żywności drobnych przestępstw. Część więźniów została następnie zesłana do Australii. Kilmainham Gaol było też miejscem, w którym więziono osoby związane z walką o niepodległość Irlandii. Tu też stracono przywódców powstania wielkanocnego. Po odzyskaniu przez Irlandię niepodległości budynek przestał pełnić funkcję więzienia, jako opuszczony popadał w ruinę do lat 60. XX wieku. W 1960 roku spotkała się grupa osób, które postanowiły odbudować zniszczone więzienie.

## Muzeum
W kwietniu 1966 roku muzeum mieszczące się we wschodnim skrzydle, zostało otwarte przez prezydenta Éamona de Valera. Był on jednym z ostatnich więźniów wypuszczonych w 1924 roku. W latach 1960–1986 budynkiem i muzeum zarządzała Kilmainham Jail Restoration Society (KJRS). Zbierała ona przedmioty związane z historią Irlandii od 1798 roku. Prezentowano je we wschodnim skrzydle budynku więzienia. Muzeum otrzymało wtedy jako darowizny materiały dotyczące Charlesa Stewarta Parnella i Michaela Collinsa, przedmioty i dokumenty należące do straconych przywódców powstania z 1916 roku oraz duży zbiór broni wykorzystywany głównie w latach 1914–1923. W 1986 roku kolekcja została przekazana pod zarząd państwa. Nadzór objął Urząd Robót Publicznych (Office of Public Works), który zaczął zbierać materiały dotyczące historii więzienia Kilmainham Gaol, równocześnie kontynuując gromadzenie materiałów dotyczących historii Irlandii. Muzeum w Kilmainham Gaol otwarto w 1996 roku.
Więzienie posłużyło jako sceneria wielu filmom, w tym W imię ojca, Michael Collins, Święci z Bostonu, Wiatr buszujący w jęczmieniu.